# Площен инерционен момент
Площният инерционен момент е характеристика на равнинните геометрични фигури. Най-често се означава с I и долен индекс, определящ оста, спрямо която е изчислен. В Международната система единици се измерва в m4. Инерционният момент на напречните сечения се използва широко в инженерната механика. Той до голяма степен определя коравината на елементите на огъване, както и тяхната устойчивост при осов натиск.
Определение:

{\displaystyle I_{y}=\iint _{A}z^{2}dA}
- Iy – площен инерционен момент спрямо оста y
- dA – елементарна площ
- z – разстояние от елемента dA до оста y

Инерционният момент на правоъгълно сечение спрямо ос на симетрия, успоредна на негова страна, се получава от:
{\displaystyle I_{x}={\frac {bh^{3}}{12}}}
- b = ширина (размер по ос x),
- h = височина (размер по ос y)

За инерционни моменти на различни фигури вижте Таблица на площни инерционни моменти.